# Nathanail von Newrokop

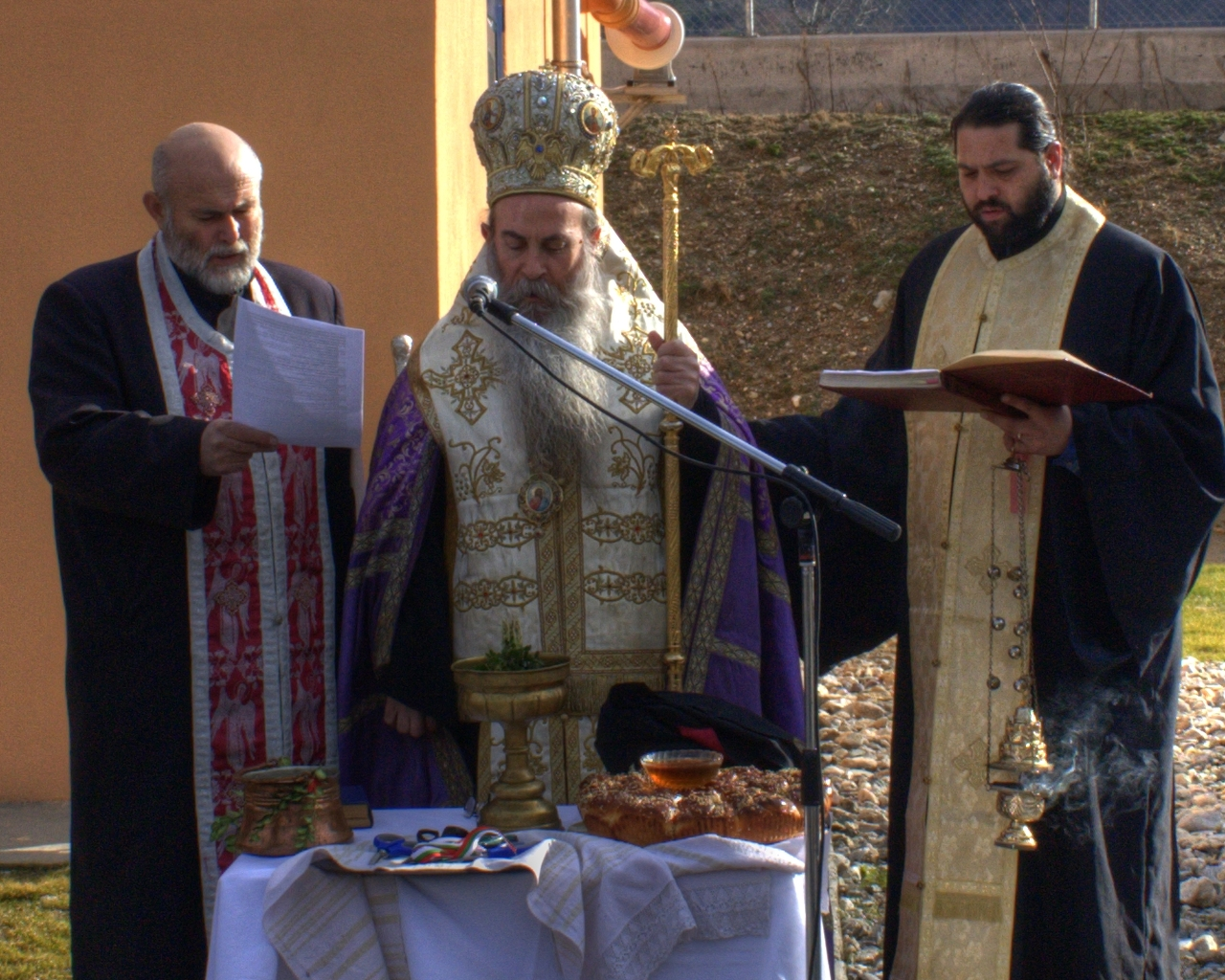
Metropolit Nathanail (in der Mitte) während einer Messe

Nathanail oder Nathanail von Newrokop (bulgarisch Натанаил Неврокопски/Natanail Newrokopski), weltlicher Name Ilija Iwanow Kalajdschiew (auch Iliya Ivanov Kalaydziev geschrieben, bulgarisch Илия Иванов Калайджиев; * 16. November 1952 in Kopriwlen, Bulgarien; † 16. November 2013 in Sofia) war ein hoher bulgarischer orthodoxer Geistlicher, seit 1994 Metropolit der Diözese Newrokop der Bulgarisch-Orthodoxen Kirche und Mitglied des Heiligen Synods.